# تورورس یکم، شاهزاده ارمنستان
توروس یکم شاهزاده ارمنستان (ارمنی: Թորոս Ա؛ زاده ۱۰۷۰/۷۱ – درگذشته ۱۱۲۹ / ۱۷ فوریه ۱۱۲۹ – ۱۶ فوریه ۱۱۳۰) شاه پادشاهی ارمنی کیلیکه بود.
پس از مرگ شاهزاده کنستانتین اول دو پسرش توروس اول (تیودور) و لیون اول پشت سر هم بر مسند امارت کشور جدیدی که تبدیل به بارون‌نشین جدید ارمنستان شده بود نشستند. توروس اول که از سال ۱۱۰۰ تا ۱۱۲۹ بر آن بارون‌نشین حکومت کرد اغلب ناگزیر بود در آن واحد در دو جبهه یعنی هم با بیزانس و هم با ترکان بجنگد
از سال‌های ۱۱۰۲ و ۱۱۰۳ به بعد توروس به صلیبیون کمک کرد تا حملات بیزانس به اده س (اورفه) و انطاکیه را دفع کنند. سپس خود با تانکره د شاهزاده انطاکیه متحد شد تعرض به بیزانس را آغاز کرد و شهرهای مهم آنازارب و سیس را از تصرف بیزانسی‌ها به درآورد.
در ۰۸–۱۱۰۷ یک حملهٔ شدید ترکان سلجوقی را دفع کرد. سپس با اتحاد با یک امیر ارمنی به نام کوغ بازیل که فرمانروای منطقهٔ مرعش شده بود در ۱۱۰۹ موفق شد شکست فاحشی به ترکان سلجوقی وارد آورد و سردار ایشان را که حملاتشان را رهبری کرده و از همان آغاز خود را سلطان ارمنستان نامیده بود اسیر سازد
در دوران سلطنت توروس اول بود که انتقام قتل سلطان گاگیگ دوم (خاچیک) دوم آخرین پادشاه ارمنستان بزرگ گرفته شد. سپاهیان ارمنی قلعهٔ سیزیسترا را گرفتند و آن سه یونانی را که آخرین پادشاه باگراتونی را به دار زده بودند به قتل رساندند
نام توروس اول با واقعهٔ ساختمان صومعهٔ درازارک پیوند دارد که در آنجا عدهٔ زیادی از افراد خانوادهٔ سلطنتی مدفونند.